# Сань-де-Ла-Годивель
Сань-де-Ла-Годивель (фр.  Réserve naturelle nationale des sagnes de La Godivelle ) — национальный заповедник (территория управления видами или местообитаниями по классификации Международного союза охраны природы) во Франции в департаменте Пюи-де-Дом региона Овернь — Рона — Альпы. Создан 27 июня 1975 года для защиты 24 гектаров торфяных болот и различных естественных водно-болотных угодий в коммуне Ла-Годивель.
Заповедник включает прибрежные водные сообщества, включая болотный хвощ, торфяные редколесья, а также все промежуточные стадии низинных и верховых болот. Два торфяных болота, охраняемых заповедником, образовавшиеся после отступления ледников во время вюрмского оледенения, являются местом обитания ледниковых реликтов фауны и флоры, таких как бузульник сибирский и ива лопарская, имеющих высокую историко-культурную ценность. Из 1500 видов животных и растений, зарегистрированных в 2007 году, более 80 видов охраняются на региональном или международном уровне или включены в красные книги видов, находящихся под угрозой исчезновения, на региональном или европейском уровне.

## Местоположение
Заповедник расположен в коммуне Ла-Годивель, самой высокогорной деревне департамента Пюи-де-Дом (1200 метров), в кантоне Брассак-ле-Мин. Это также самая малонаселённая коммуна департамента: в суровые зимы здесь проживает около пятнадцати человек. Деревня расположена примерно в 70 километрах от Клермон-Феррана и в 23 километрах к югу от Мон-Дора.

### Границы территории и нормативный статус

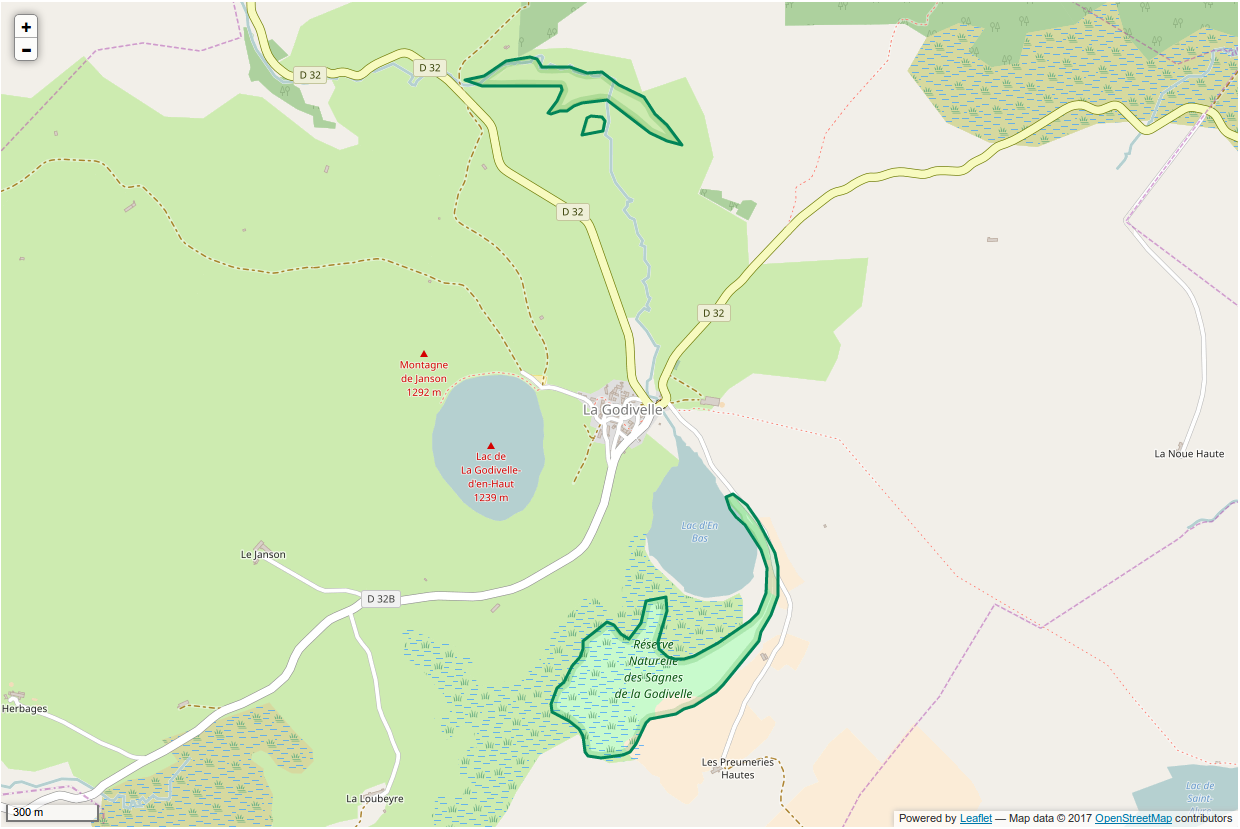
Периметр заповедника

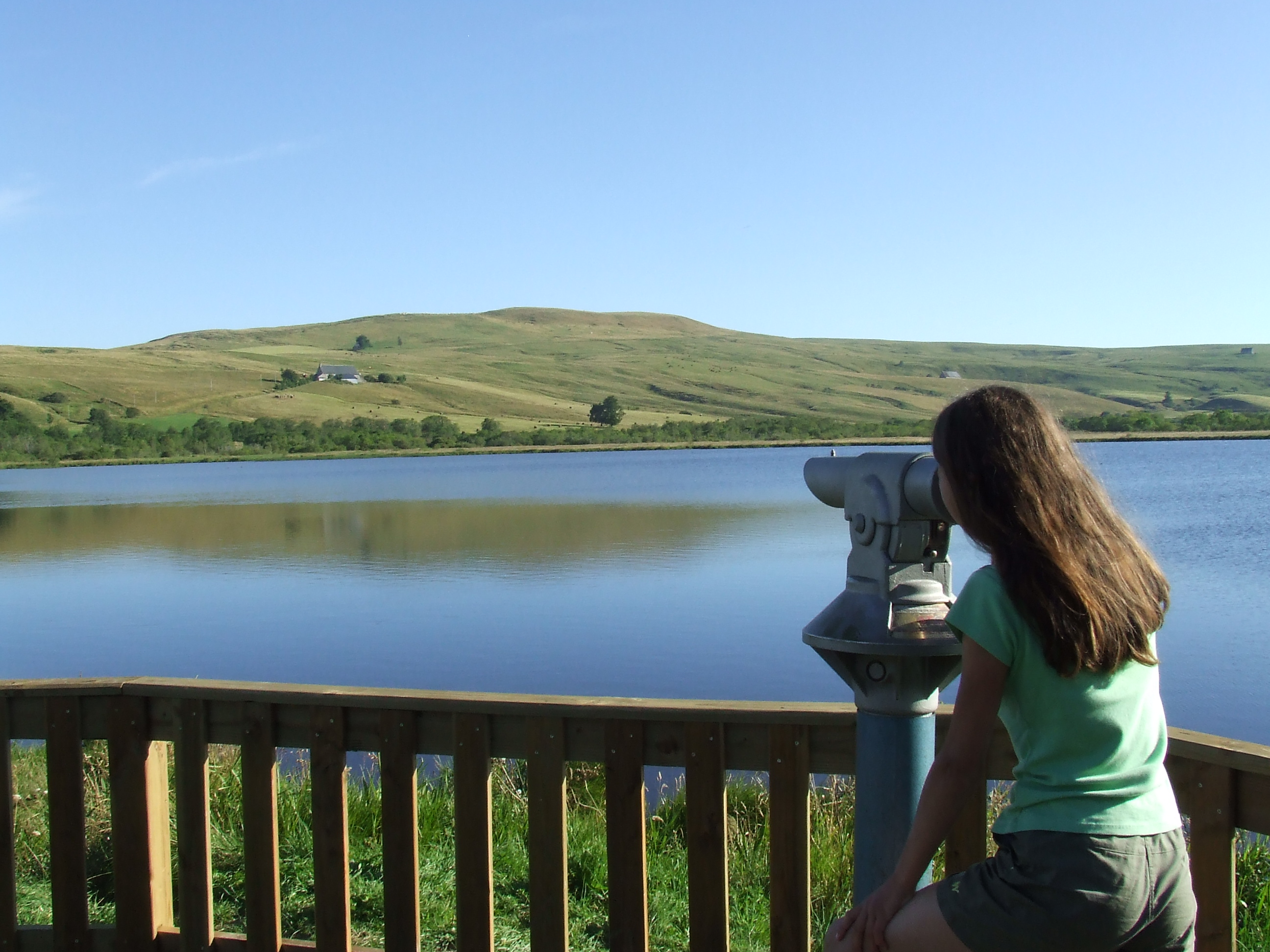
Смотровая площадка торфяных болот Сань-де-Ла-Годивель

Постановлением от 4 декабря 2020 года периметр национального природного заповедника Сан-де-ла-Годивель переопределен и теперь выглядит следующим образом:
Торфяное болото «Де-Шастеле» (коммуна Ла-Годивель);
Торфяное болото «Куаль-Басс» (коммуна Ла-Годивель);
Торфяное болото «Ла-Плэн-Жако» (коммуна Компен и коммуна Ла-Годивель);
Озеро «Д'эн Басс» и торфяное болото «Лак-д'эн-Басс» (коммуна Ла-Годивель);
Общая площадь национального природного заповедника Сань-де-ла-Годивель составляет около 143,95 га, включая 143,48 га зарегистрированных и 0,47 га незарегистрированных земель.

## Фауна
Помимо птиц, позвоночные животные заповедника до сих пор изучены мало. В 1980 году в ходе зоологического и ботанического исследования, проведённого Университетом Клермон II, было зарегистрировано девятнадцать видов млекопитающих: три вида рыб, три вида земноводных (травяная лягушка, обыкновенная жаба, нитеносный тритон) и два вида рептилий (живородящая ящерица и веретеница).

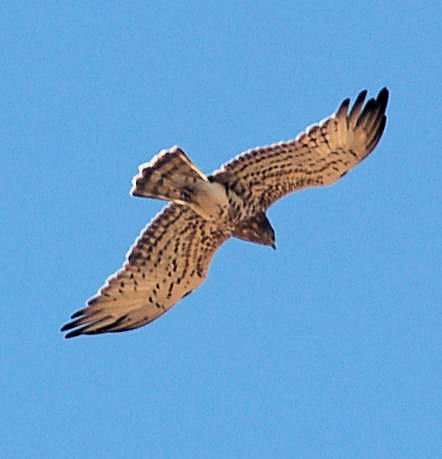
Белый силуэт с коричневой головой змееяда, охотника на рептилий, часто встречается в небе над Сезалье.

В 1996 году наблюдатели Лиги защиты птиц также отметили присутствие на территории заповедника европейской выдры, и с тех пор следы её присутствия регулярно отмечаются, в результате чего число видов млекопитающих достигло двадцати. Обыкновенная кутора (Neomys fodiens), находящаяся под охраной на национальном уровне во Франции, также встречается на всей территории заповедника и соседних торфяниках.

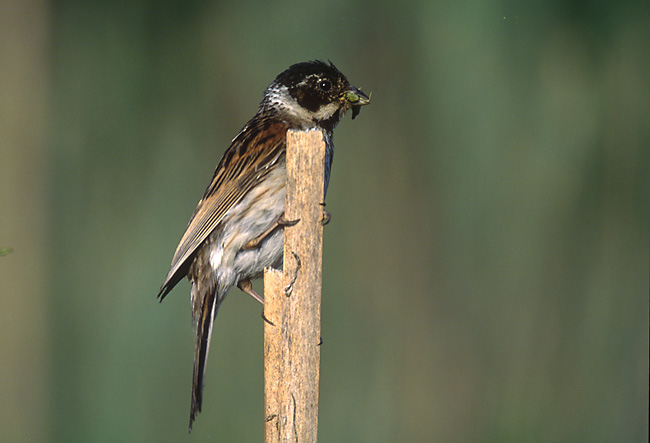
Камышовая овсянка (на фото) и цистикола регулярно гнездятся в больших тростниковых зарослях и осоковых лугах у подножия Лак-ден-Ба.

Исторически заповедник был создан из соображений орнитологического интереса. Первые же инвентаризации, проведённые после его создания, подтвердили это богатство. Сектор Лак-ден-Бас богаче по качеству и количеству, чем Куаль-Басс, благодаря наличию открытого водоёма (самого озера). С 2000 года периодические инвентаризации дополняются ежегодным мониторингом птиц. За годы работы здесь было отмечено 164 различных вида, некоторые из которых встречались всего один или два раза, другие же регулярно гнездились.